# خالاپا (خالاپا)
جالاپا (به اسپانیایی: Jalapa) یک منطقهٔ مسکونی در گواتمالا است که در Jalapa Department واقع شده‌است. جالاپا ۱۲۲٬۴۸۳ نفر جمعیت دارد.